# اردک سوت‌زن
اردک‌های سوت‌زن یا اردک‌های درختی زیرخانواده‌ای از خانواده مرغابیان هستند؛ خانواده‌ای که شامل اردک‌ها، قوها و غازها می‌شود. اردک‌های سوت‌زن اردک واقعی نیستند، بلکه در بخش‌بندی‌های آرایه‌شناسانه آن‌ها را یا به عنوان تیرهٔ جدای Dendrocygnidae در نظر می‌گیرند یا تبار با نام Dendrocygnini از زیرخانواده غازیان. Dendrocygnidae دارای تنها یک سرده‌است که شامل هشت گونه زنده می‌شود. این گونه‌ها در سراسر جهان از جمله مناطق استوایی پراکنده‌اند. این اردک‌ها، همان گونه که از نامشان بر می‌آید، دارای صداهایی هستند که همانند سوت هستند.
اردک‌های سوت‌زن دارای پاها و سرهای بلند هستند. آن‌ها همچنین بسیار اجتماعی و پر سروصدا هستند.

## گونه‌ها
- اردک سوت‌زن سیاه‌نوک، Dendrocygna arborea
- اردک سوت‌زن سرگردان، Dendrocygna arcuata
- اردک سوت‌زن شکم‌سیاه، Dendrocygna autumnalis
- اردک سوت‌زن گندم‌گون، Dendrocygna bicolor
- اردک سوت‌زن ایتون، Dendrocygna eytoni
- اردک سوت‌زن خال‌دار، Dendrocygna guttata
- اردک سوت‌زن هندی، Dendrocygna javanica
- اردک سوت‌زن صورت‌سفید، Dendrocygna viduata

## نگارخانه

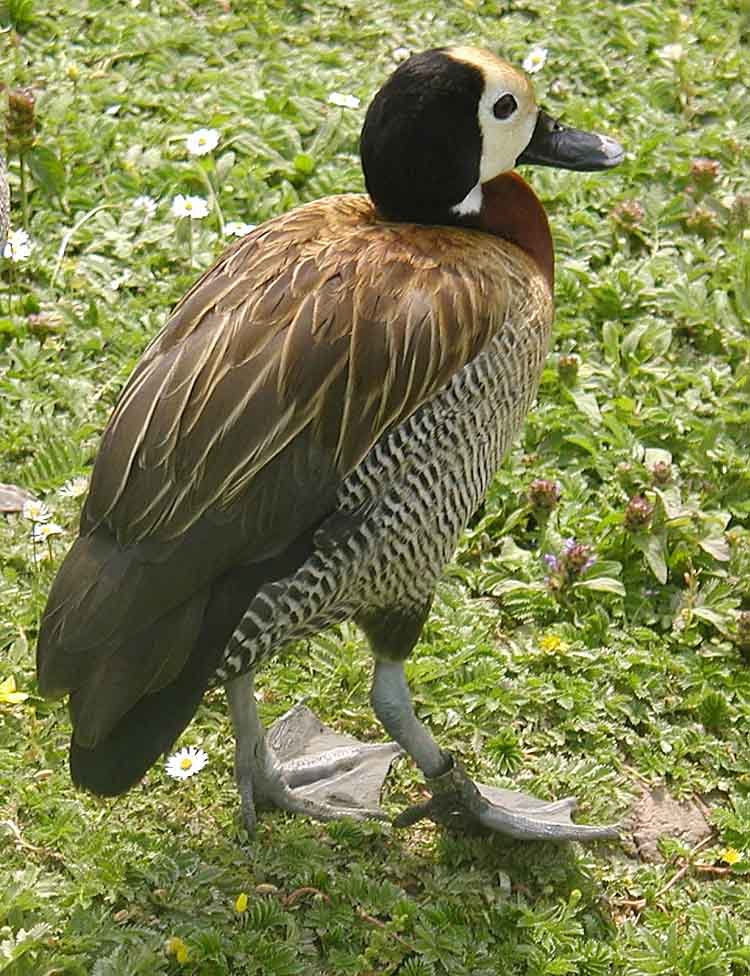
اردک سوت‌زن صورت‌سفید، انگلستان
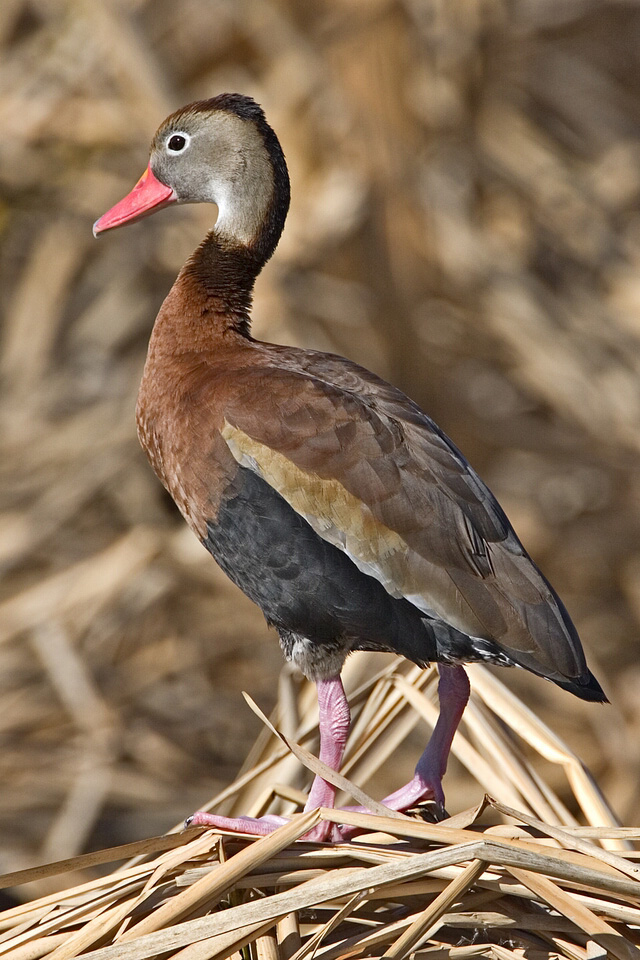
اردک سوت‌زن شکم‌سیاه، انگلستان
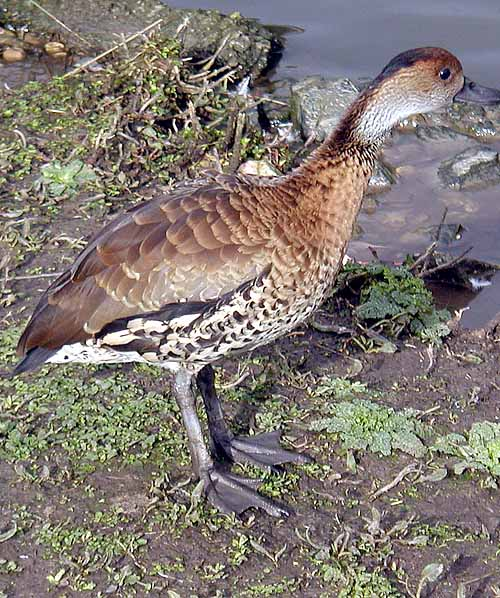
اردک سوت‌زن سیاه‌نوک، انگلستان
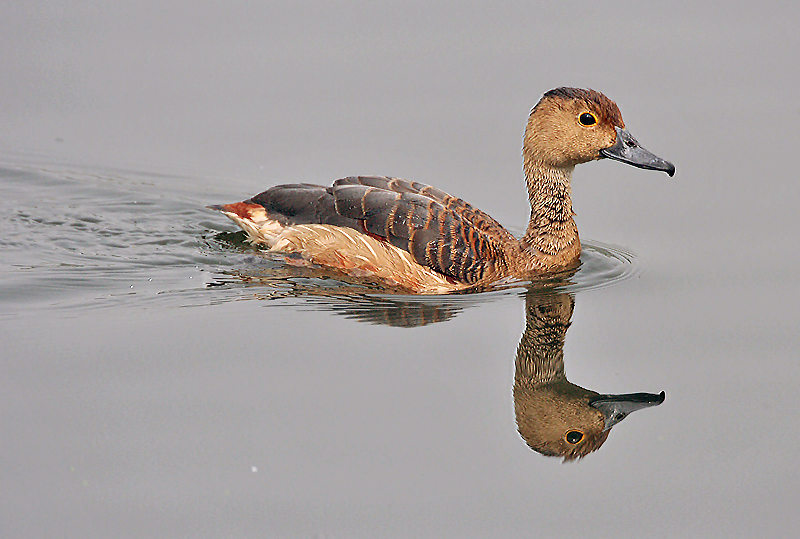
اردک سوت‌زن هندی، کلکته